# Mezőtárkány megállóhely
Mezőtárkány megállóhely egy Heves vármegyei vasúti megállóhely, Mezőtárkány településen, a MÁV üzemeltetésében. A megállóhely jegypénztár nélküli, nincs jegykiadás.
A belterület északi szélén helyezkedik el, közúti elérését csak önkormányzati utak biztosítják.

## Vasútvonalak
A megállóhelyet az alábbi vasútvonalak érintik:
- Debrecen–Füzesabony-vasútvonal

## Kapcsolódó állomások
A megállóhelyhez az alábbi állomások vannak a legközelebb:
- Egerfarmos megállóhely (Debrecen–Füzesabony-vasútvonal)
- Füzesabony vasútállomás (Debrecen–Füzesabony-vasútvonal)

## Forgalom
| Járat        | Útvonal | Gyakoriság |
| ------------ | --- | ---------- |
| személyvonat | Debrecen – Tócóvölgy – Kismacs – Macs Ipari Park mh. – Nagyhát – Balmazújváros – Kónya – Hortobágy – Hortobágyi Halastó – Ohat-Pusztakócs – Egyek – Tiszafüred – Poroszló – (Kétútköz –) Egerfarmos – Mezőtárkány – Füzesabony | 2 óránként |
| személyvonat | Egyek – Tiszafüred – Poroszló – Egerfarmos – Mezőtárkány – Füzesabony | Napi 2 pár |